# 58
Anul 58 (LVIII) a fost  un an obișnuit după calendarul iulian. E cunoscut ca anul 811  după Ad Urbe Condita și ca anul consulatului lui  Caesar si Messalla .

## Evenimente

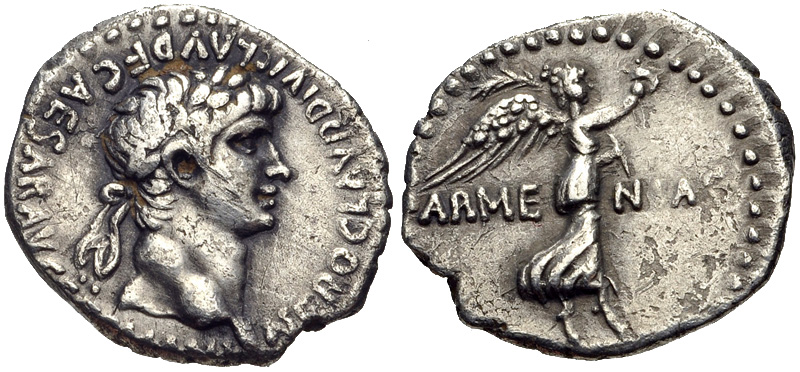
O moneda care celebreaza victoriile generalului Corbulo in Armenia

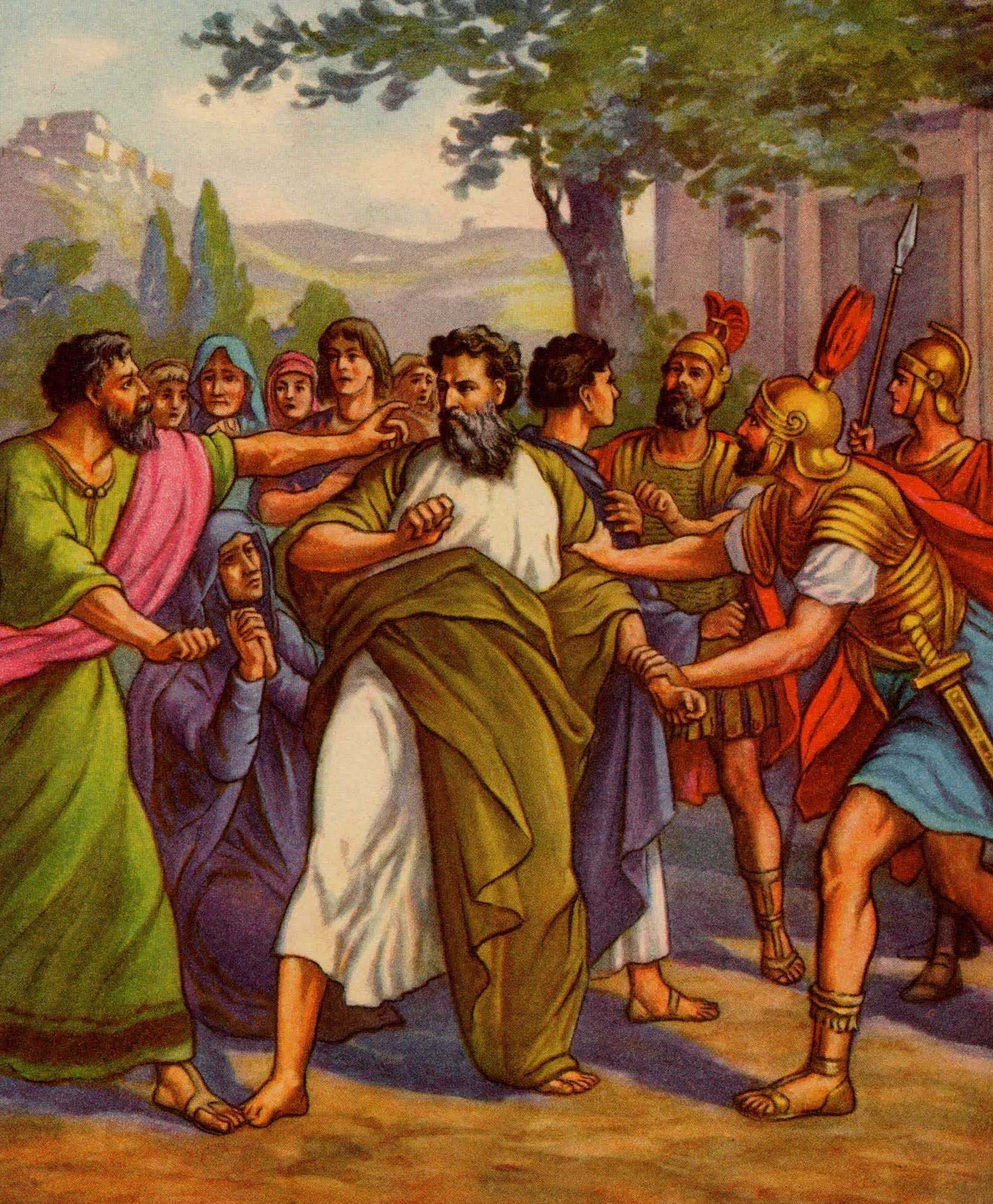
Arestarea lui Pavel in Ierusalim

- Împăratul Nero și Marcus Valerius Messalla Corvinus devin consuli romani.
- Prietenia dintre Nero și Marcus Salvius Otho se încheie când se îndrăgostesc amândoi de Poppea Sabina, iar Otho este trimis în Lusitania ca guvernator.
- Agrippina cea Tânără este expulzată din palatul imperial de fiul ei Nero, care o instalează în Vila Antonia din Misenum,  puterea efectivă și reală a Imperiului fiind de acum  în mâinile lui Nero.
- Războiul romano-part : Gnaeus Domitius Corbulo, comandant în est, lansează ofensiva armeană împotriva Partiei. Conduce o armată romană (patru legiuni) prin  zona  montană a Armeniei, împotriva cetății de la Volandum, la sud-vest de Artaxata. După un asediu de opt ore, Corbulo ia orașul; legionarii masacrează apărătorii și jefuiesc Volandum  .
- Corbulo merge spre Artaxata traversând râul Aras; de-a lungul văii este supus unei ambuscade  de zeci de mii de arcași parti  călăreți conduși de regele Tiridates I. Orașul își deschide porțile către Corbulo, la fel cum a făcut-o cu Germanicus cu patru decenii înainte. Când anexează capitala armeană  , Corbulo le dă locuitorilor ultimatum de câteva ore pentru a-și colecta obiectele de valoare și arde orașul.
- Specia de smochin sălbatic    Ficus Ruminalis dispare
- Agrippina cea Tânără  a conspirat cu senatorii ca la sfârșitul anului 58  sa-l răstoarne pe Nero de la conducerea imperiului
- Gnaeus Julius Agricola, în vârstă de 18 ani, servește ca tribun militar în Marea Britanie sub conducerea lui Gaius Suetonius Paulinus și este atașat de Legio II Augusta.
- În Turingia, conflictul dintre două triburi germanice izbucnește din cauza accesului la apă.
- Romanii învață utilizarea săpunului de la gali.
- Împăratul Ming de Han introduce budismul în China și în valea Indusului de vest.
- În China, sacrificiile aduse lui Confucius sunt ordonate în toate școlile guvernamentale.
- Începutul erei Yongping a dinastiei Han chineze.
- Apostolul Pavel se întoarce la Ierusalim cu banii pe care i-a adunat pentru a da comunității creștine de acolo. Cu toate acestea, el este acuzat că a spurcat templul și este arestat și închis în Cezareea. Apoi își invocă cetățenia romană și este trimis la Roma pentru a fi judecat.
- Pavel scrie Epistola către romani.

## Nașteri
- Juvenal, poet roman
- Xu Shen, politician și scriitor chinez

## Decese
- Deng Yu, general chinez al  dinastiei Han
- Geng Yan, general chinez al dinastiei Han
- Pharasmanes I, client roman rege al  Regatul Iberiei
- Rhadamistus, client roman rege al  Regatul Armeniei